# Caliente (Nevada)
Caliente (výslovnost [kæliˈɛnti]IPA) je město v okrese Lincoln County ve státě Nevada ve Spojených státech amerických. Žije zde 990 obyvatel a je tak nejmenším městem Nevady.
V roce 1901 zde byl bratry Culverwellovými založen ranč, kolem kterého se následně začala rozrůstat osada Calientes (jméno později upraveno na Caliente). Roku 1905 byla přes Caliente dokončena železniční trať společnosti Union Pacific Railroad, která zde postavila staniční budovu. Ta je nyní využívána jako radnice, knihovna a galerie. V roce 1959 byla zřízena městská samospráva.
Městem prochází silnice U.S. Route 93.